# Ichijō Uchitsune
Ichijō Uchitsune (一条 内経) (né le 12 août 1291, mort le 7 novembre 1325), fils de Uchisane, est un noble de cour japonais (kugyō) de l'époque de Kamakura (1185–1333). Il occupe la position de régent kampaku de 1318 à 1323. Tsunemichi est son fils.

## Source de la traduction
- (en) Cet article est partiellement ou en totalité issu de l’article de Wikipédia en anglais intitulé « Ichijō Uchitsune » (voir la liste des auteurs).